# Šarovy
Šarovy (deutsch Scharow, 1939–1945 Scharau) ist eine Gemeinde in Tschechien. Sie liegt zehn Kilometer südwestlich von Zlín und gehört zum Okres Zlín.

## Geographie
Šarovy befindet sich im Westen des Wisowitzer Berglandes. Das Dorf erstreckt sich unterhalb der Einmündung des Baches Lhotský potok am Hang rechtsseitig der Březnice. Nordöstlich erhebt sich die Oskorušné (450 m), im Osten der Losky (377 m), südöstlich der Doubí (429 m), im Südwesten die Hájiny (442 m) und  im Westen die Vrchy (334 m).
Nachbarorte sind Karlovice und Lhota im Norden, Salaš und Bohuslavice u Zlína im Nordosten, Strážné, Březůvky, Záhumenice und Doubravy im Osten, Paseky und Zlámanec im Südosten, Lapač, Svárov und Mladé im Süden, Březolupy und Topolná im Südwesten, Komárov im Westen sowie Leopoldov, Pohořelice, Újezdy und Oldřichovice im Nordwesten.

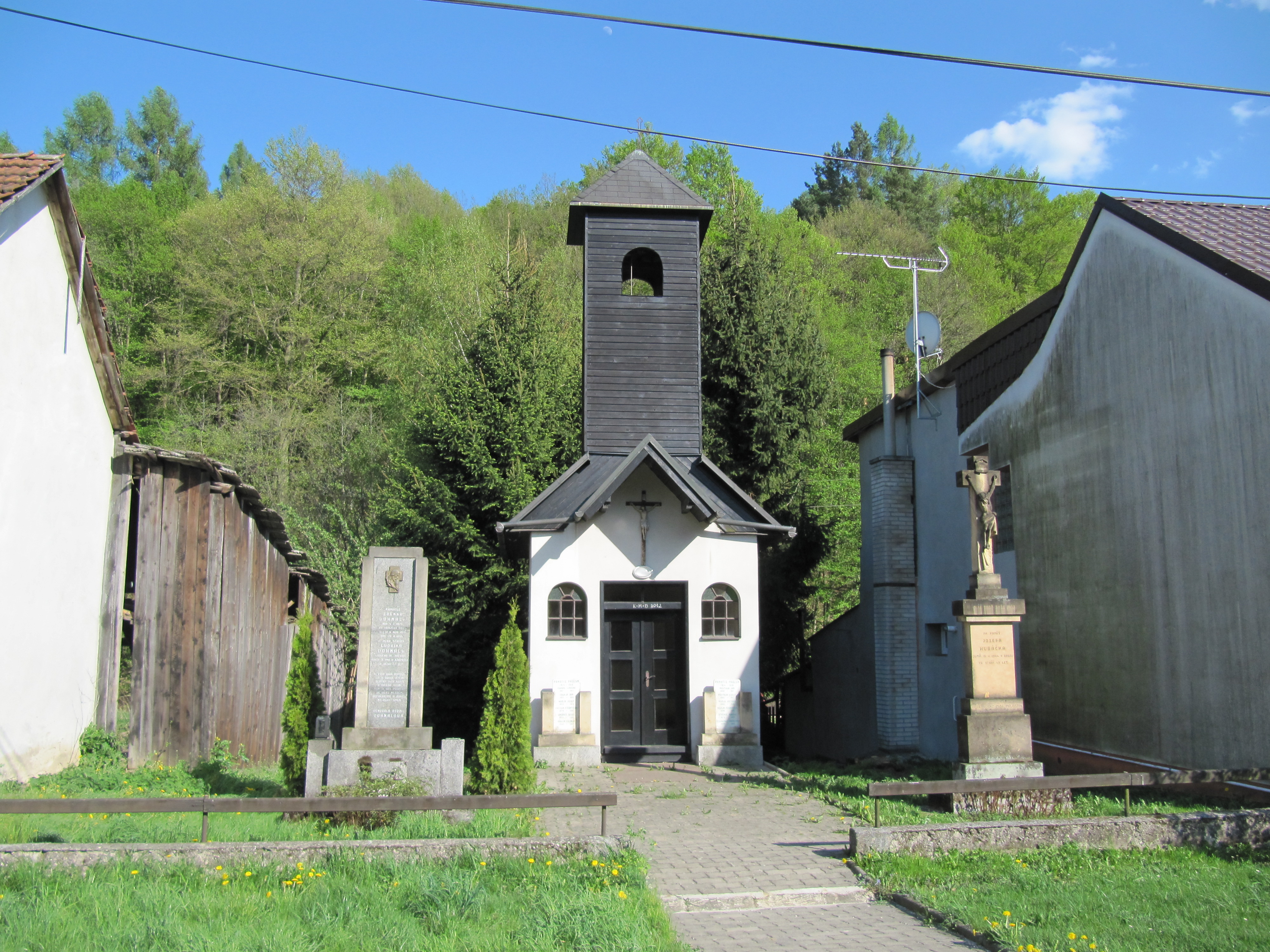
Kapelle in Šarovy

## Geschichte
Die erste schriftliche Nachricht über die Feste und das Dorf Ssarow stammen aus dem Jahre 1360. Besitzer waren die Vladiken von Šarov. Die Feste wurde in der zweiten Hälfte des 15. Jahrhunderts während der Machtkämpfe um den böhmischen Thron zwischen Matthias Corvinus und Georg von Podiebrad zerstört und das Dorf verwüstet. 1480 wurde der Ort als Ssarowa bezeichnet. Jakub von Šarov und Krumsín, der seit 1466 auch Besitzer des Gutes Krumsín und ab 1490 Pfandherr von Blansko war, ließ danach die Feste grundlegend erneuern und 1532 wurde sie als Burg bezeichnet. Zum Ende des 16. Jahrhunderts wurde Ssarowa an die Herrschaft Březolupy angeschlossen und mit dieser im 17. Jahrhundert Teil der Herrschaft Napajedla. Bis zur Mitte des 19. Jahrhunderts blieb Scharow immer nach Napajedla untertänig.
Nach der Aufhebung der Patrimonialherrschaften bildete Scharow ab 1850 eine Gemeinde in der Bezirkshauptmannschaft Uherské Hradiště. Ab 1881 wurde der zum Gerichtsbezirk Napajedla gehörige Ort als Šarovy und ab 1906 als Šarov bezeichnet. 1924 wurde wieder der amtliche Ortsname Šarovy eingeführt. Nach der Erhebung von Zlín zur Bezirksstadt wurde das Dorf 1935 dem Bezirk Zlín zugeordnet. Ab 1950 gehörte die Gemeinde zum Okres Gottwaldov-okolí und ab 1960 wieder zum Okres Gottwaldov, der nach der politischen Wende seit 1990 wieder den Namen Okres Zlín trägt. Kulturell und ethnographisch gehört das Dorf zur Mährischen Slowakei.

## Ortsgliederung
Für die Gemeinde Šarovy sind keine Ortsteile ausgewiesen. Zu Šarovy gehört die Ansiedlung Lapač (Lapatsch).

## Sehenswürdigkeiten
- Kreuz an der Straße nach Březolupy
- Schwefelhaltige Quelle im Oberdorf
- Reste der Burg Šarov, im Wald südlich von Lapač